# Yashiro-dōri
Pour les articles homonymes, voir Yashiro.
Le Yashiro-dōri (矢城通, Yashiro-dōri) est une voie du centre-ville de Kyoto, dans l'arrondissement de Nakagyō. Orientée nord-sud, elle débute à l'Oike-dōri et termine au Takoyakushi-dōri, juste à côté du Kōin-dōri, l'une des seules voies diagonales de la ville. 

## Description

### Situation
Le Yashiro-dōri est une très courte rue du centre de l'arrondissement de Nakagyō. Il commence dans le quartier de Nishinokyōikenouchi-chō (西ノ京池ノ内町) et termine dans celui de Mibubanba-chō (壬生馬場町). La rue débute à l'Oike-dōri et termine au Takoyakushi-dōri, et traverse plusieurs rues commerçantes. La rue bifurque vers l'ouest à la hauteur de Rokkaku. Elle suit le Shinsen'en-dōri (神泉苑通) à l'est et précède le Bifuku-dōri (美福通), le Bōjō-dōri (坊城通) et le Kōin-dōri (後院通) ; cette dernière est une rue nord-sud orientée diagonalement.
La circulation se fait en sens unique du nord au sud d'Oike à Aneyakōji, mais aucun sens n'est indiqué par la suite, même si la chaussée reste trop étroite pour deux voies. La rue fait environ 550 mètres de long.

### Voies rencontrées
Du nord au sud, en sens unique. Les voies rencontrées de la droite sont mentionnées par (d), tandis que celles rencontrées de la gauche, par (g). Seules les rues ayant un nom sont listées.
1. Oike-dōri (御池通)
2. Aneyakōji-dōri (姉小路通)
3. Sanjō-dōri (ja) (三条通)
4. Rokkaku-dōri (六角通)
5. Takoyakushi-dōri (蛸薬師通)

- Sources : (ja) Université Ritsumeikan Asia Pacific (en), « 近代京都オーバーレイマップ », sur Art Research Center,‎ 2023 (consulté le 18 septembre 2023).

### Transports en commun
Les bus du réseau d'autobus de Kyoto (ja) ne circulent pas sur la rue. Peu d'arrêts d'autobus sont proches. On compte cependant Shinsen'en-mae (神泉苑前), coin Oike et Shinsen'en et desservie par la ligne 15, Senbon Sanjō / Suzaku Ritsumeikan (千本三条・朱雀立命館前), au carrefour de Senbon et Sanjō et près du campus Suzaku de l'Université de Ritsumeikan, desservie par les lignes 6, 18, 46, 52, 55, 69, 201, 206 et Spécial 18, et l'arrêt Mibu Sōshajō-mae (みぶ操車場前), coin Takoyakushi et Kōin, et desservie par les mêmes lignes que Senbon Sanjō / Suzaku Ritsumeikan.

## Histoire
La rue fait partie d'une ancienne zone agricole en dehors des limites territoriales (ja) de la ville impériale, appelé le village de Nishinokyō (ja) (西ノ京), ayant fusionné avec les villages de Mibu (壬生村) et Juraku (聚楽廻) pour former le village moderne de Sujakuno (朱雀野村) en 1889,. Le 1er avril 1918, Sujakuno intègre effectivement Kyoto, dans l'arrondissement de Shimogyō, plus tard redécoupé pour former celui de Nakagyō.

## Patrimoine et lieux d'intérêt
La rue est principalement résidentielle et peu de commerces y sont établis. À l'angle avec Oike coin sud-ouest se trouve l'armurier Kaiyōdō (開陽堂). Tout près se trouve une stèle portant le nom de la rue, ainsi qu'une plaque démarquant l'ancienne résidence des dirigeants du domaine d'Obama de la province de Wakasa (actuelle préfecture de Fukui),. C'est là que le dernier shogun Tokugawa Yoshinobu (徳川 慶喜, 1837-1913) aurait vécu. La rue traverse le quartier commerçant de la rue Sanjō (三条商店街), une allée couverte par un toit et parsemée de commerces de part et d'autre de ses côtés nord et sud. Après Sanjō, du côté est, se trouve le sanctuaire shinto Takenobu Inari (ja) (武信稲荷神社), qui serait le lieu où le samouraï Sakamoto Ryōma (坂本 龍馬, 1836-1867) aurait rencontré sa future femme Oryō (en) (お龍, 1841-1906). S'y trouve un micocoulier de Chine (en) âgé de près de 850 ans et protégé par la ville.
D'autres monuments majeurs non loin de la rue incluent le château de Nijō, une rue au nord sur Oshikōji-dōri et le Shinsen-en, jardin japonais une rue à l'est, sur Shinsen'en-dōri.

Quelques lieux d'intérêts
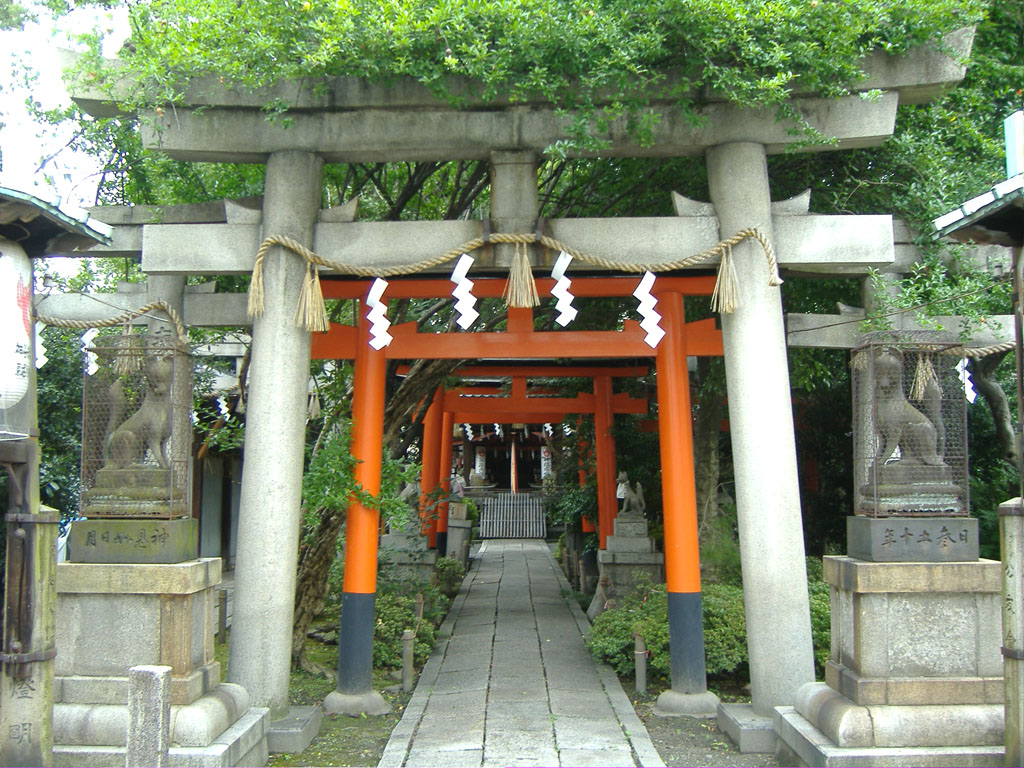
Le sanctuaire Takenobu Inari, entrée principale.
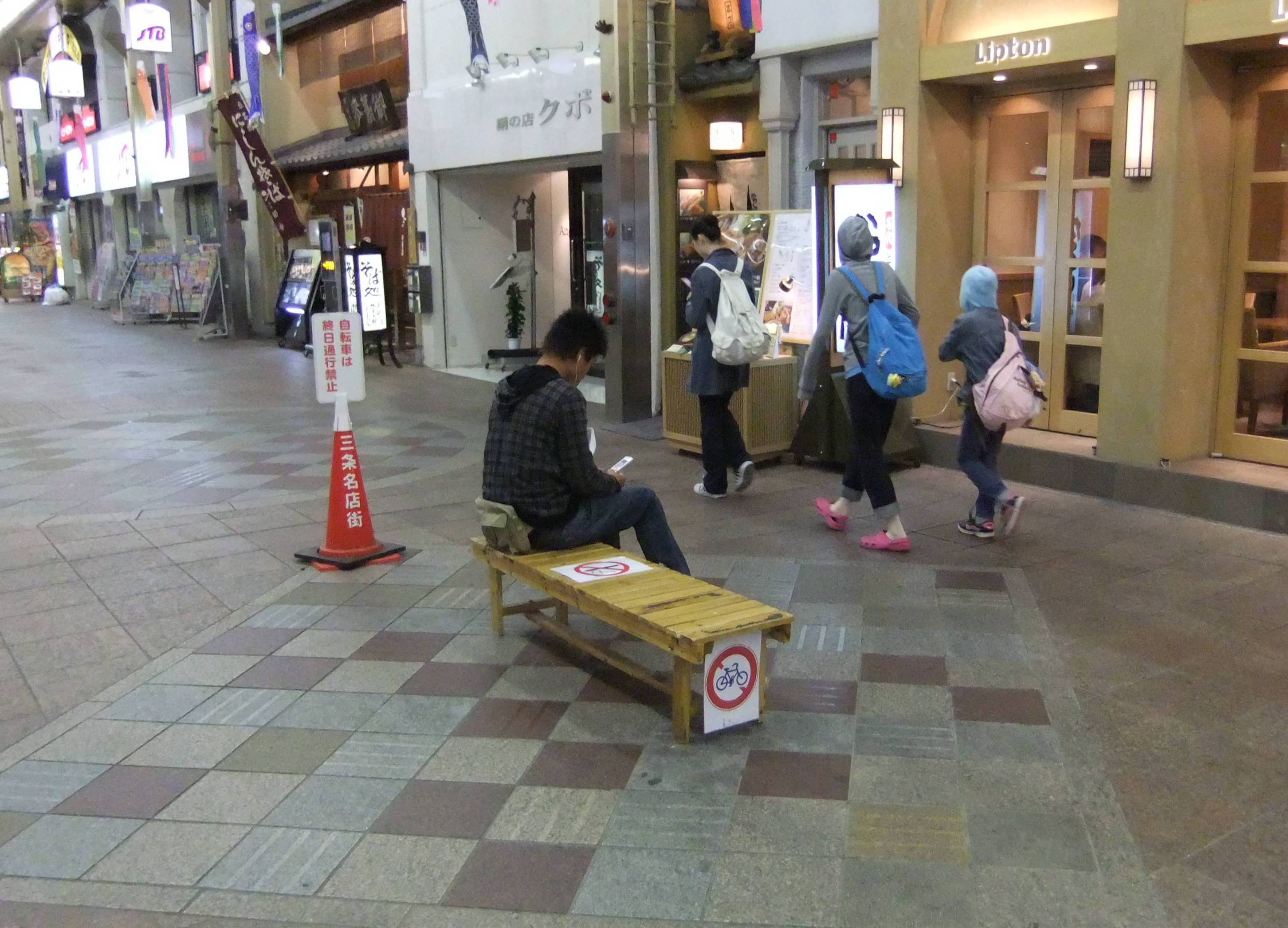
Un aperçu de la rue commerçante Sanjō.
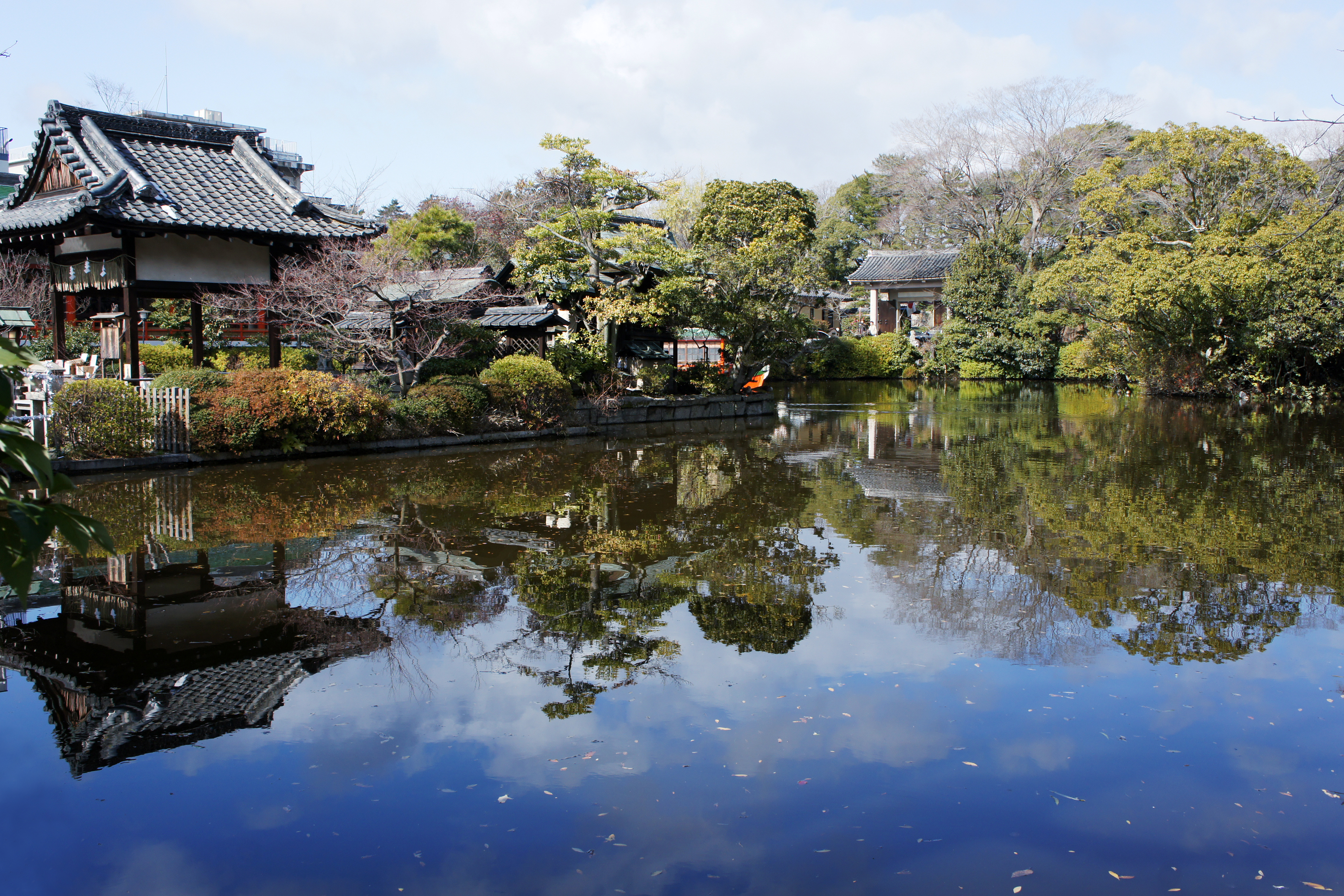
Shinsen'en.